# Lorenzo Amoruso
Pour les articles homonymes, voir Amoruso.
Lorenzo Pier Paolo Amoruso, né le 28 juin 1971 à Bari, est un footballeur italien qui a joué pour sept équipes au cours de sa carrière de footballeur, mais est surtout connu pour ses six années avec les Rangers Football Club de Glasgow. Il fait partie du Rangers FC Hall of Fame.

## Palmarès
- Champion d'Écosse en 1999, 2000 et 2003 avec les Rangers FC.
- Vice-champion d'Écosse en 1998, 2001, 2002 avec les Rangers FC.
- Vainqueur de la coupe d'Écosse en 1999 (en), 2002 (en) et 2003 (en) avec les Rangers FC.
- Finaliste de la coupe d'Écosse en 1998 (en) avec les  Rangers FC.
- Vainqueur de la coupe de la Ligue écossaise en 1999 (en), 2002 (en) et 2003 (en) avec les  Rangers FC.
- Vainqueur de la coupe d'Italie en 1996 avec la Fiorentina.
- Vainqueur de la supercoupe d'Italie en 1996 avec la Fiorentina.
- Vainqueur de la Coupe Mitropa en 1990 avec l'AS Bari.

- Joueur de l’année du championnat d’Écosse en 2002.